# Bintan
Bintan (indonesisch Pulau Bintan) ist die größte der indonesischen Riau-Inseln südöstlich von Singapur im Malaiischen Archipel.

## Geographie

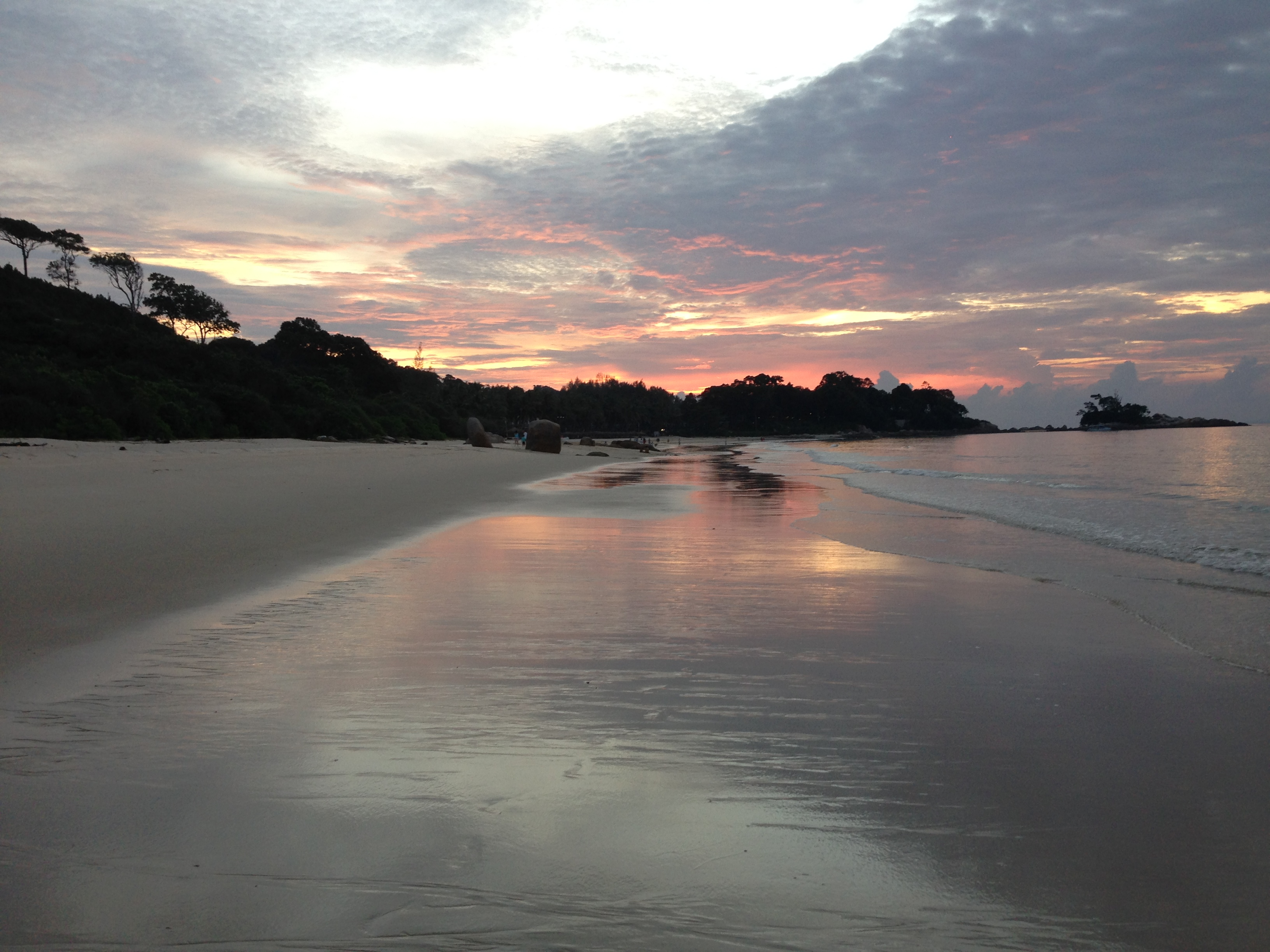
Strand an der Nordküste der Insel

Bintan liegt vor der Ostküste Sumatras und südöstlich von Singapur, südlich der malaiischen Halbinsel und östlich der indonesischen Inseln Batam und Rempang. Die Fläche der Insel umfasst 1173 km², ihre Küstenlinie 246,2 km. Die höchste Erhebung ist der Bintan mit 348 m.
Der Regierungsbezirk (Kabupaten) Bintan unterteilt sich in die Distrikte (Kecamatan):
- Teluk Bintan im Norden an der Südküste von Bintan
- Nordbintan (Bintan Utara) im Westen von Bintan
- Teluk Sebong im Norden von Bintan
- Seri Kuala Lobam im Westen von Bintan
- Ostbintan (Bintan Timur) im Südosten von Bintan
- Gunung Kinjang im Osten von Bintan
- Mantang, südlich von Bintan die Inseln Mantang, Telang, Koyan, der Süden der Insel Kelong und einige weitere kleine Eilande
- Bintan Pesisir, mehrere Inseln südöstlich von Bintan, unter anderem Buton, Numbing, Gin Kecil, Gin Besar, Poto, Pangkil Besar und Mapur
- Toapaya im Zentrum von Bintan
- Tambelaninseln, Inselgruppe östlich von Bintan

Tanjung Pinang im Süden ist die Inselhauptstadt und zugleich auch die Hauptstadt der Provinz Riau-Inseln.

## Verkehr
Fährverbindungen bestehen mit Singapur und Batam.

## Wirtschaft
Tourismus und Industrie sind wichtige Wirtschaftsfaktoren. So existiert im Nordteil der Insel die Resort-„Enklave“ Bintan Resorts. Unter Bintan Resorts versteht man ein vom Rest der Insel abgetrenntes Gebiet entlang fast der gesamten Nordküste der Insel, bestehend aus vier Designer-Golfplätzen und zehn Urlaubsressorts, gehörend zu Unternehmen wie Swiss-Belhotel, Banyan Tree Holdings und Club Med.
Bintan versorgt Singapur über eine unterseeische Pipeline mit Trinkwasser. Bei der Errichtung der Trinkwasserspeicher wurden Anfang der 1990er-Jahre sechs Dörfer mit über 2000 Familien umgesiedelt, aber nur unzureichend entschädigt. Bei Protesten im Januar 2000 kappten Demonstranten die Energieversorgung einer Industrieansiedlung, andere besetzten touristische Anlagen. Sie forderten eine höhere, nachträgliche Entschädigung für die Enteignungen. Die Proteste wurden niedergeschlagen, eine Person erschossen.